# Österreichischer Agrarverlag
Die Österreichischer Agrarverlag Druck und Verlags Gesellschaft m.b.H. Nfg. KG, kurz AV-Medien, ist ein 1928 gegründeter Zeitschriften- und Buchverlag in Österreich. Er hat seinen Sitz in Wien und ist Herausgeber von 24 periodisch erscheinenden Fachzeitschriften und Publikumsmagazinen sowie von 18 Online-Fachportalen. Thematisiert werden Landwirtschaft, Holz, Forst und Bau über Garten, Freizeit, Kulinarik und Lebensmittel bis hin zu Immobilien.

## Eigentümer
Die Raiffeisen-Holding Niederösterreich-Wien ist seit Dezember 2023 Eigentümer des Verlags, während Katharina Nehammer und Ammar Javed als dessen Geschäftsführer fungieren.

## Magazine
Das Publikations-Portfolio enthält zahlreiche Fach- und Publikumszeitschriften, unter anderem landwirtschaftliche Fachmagazine wie Der Winzer, Besseres Obst oder GÄRTNER+FLORIST. Für die Forst- und Holzbranche erscheinen die Magazine Holzkurier, Holzbau Austria und Forstzeitung. In Zusammenarbeit mit der Universität für Bodenkultur wird das Austrian Journal of Forest Science verlegt. Corporate Publishing Produkte sind die Publikationen Natur im Garten und Austrian Journal of Forest Science.
Im Frühjahr 2005 erschien das GENUSS.MAGAZIN, das sich vor allem kulinarischen Themen widmet. Nach einem Relaunch im Jahr 2021 wurde das Magazin in Zeit für GENUSS umbenannt.
Des Weiteren existiert das REISEN-MAGAZIN für Ausflug und Urlaub.

### Pferderevue
Die Pferderevue erscheint seit 2010 und wird in Zusammenarbeit mit dem Österreichischen Pferdesportverband herausgegeben.

## Bücher
Die Buchverlage von AV-Medien bieten Ratgeber und Fachbücher an.